# 罗特韦尔县
罗特韦尔县（德語：Landkreis Rottweil）是德国巴登-符腾堡州的一个县，隶属于弗赖堡行政区，首府罗特韦尔。

## 地理
罗特韦尔县北面与弗罗伊登施塔特县（卡尔斯鲁厄行政区），东面与措伦阿尔布县（蒂宾根行政区），南面与图特林根县和黑林山-巴尔县，西面与奥特瑙县相邻。罗特魏尔县与卡尔斯鲁厄行政区和蒂宾根行政区接壤，距离斯图加特行政区伯布林根县仅10千米。